# Équipe de Serbie de football au Championnat d'Europe 2024
Cet article relate le parcours de l'équipe de Serbie de football lors du Championnat d'Europe de football 2024 qui a lieu du 14 juin au 14 juillet 2024 en Allemagne.

## Qualifications
Après l'élimination en phase de groupes de la Coupe du monde 2022, Stojković est resté en tant qu'entraîneur avec l'objectif d'amener la Serbie à l'UEFA Euro 2024.
La Serbie a été tirée dans le groupe G en qualification pour l'Euro 2024 avec la Hongrie, le Monténégro, la Bulgarie et la Lituanie. La Serbie a commencé la campagne de qualification avec une victoire 2-0 contre la Lituanie à Belgrade et le Monténégro à Podgorica en mars 2023. Après un match amical crucial contre la Jordanie, où la Serbie s'est imposée 3-2, la Serbie a fait match nul 1-1 contre la Bulgarie à Razgrad. Pour le match suivant contre la Hongrie à Belgrade, la Serbie a été contrainte de jouer à huis clos car l'UEFA a sanctionné les chants de l'association serbe contre les Monténégrins ; la Serbie a finalement perdu le match 1-2. Le match suivant est une nouvelle victoire contre la Lituanie à Kaunas, 3-1, avec un triplé d'Aleksandar Mitrović. Le 14 octobre 2023, la Serbie perd à nouveau contre la Hongrie à Budapest 1-2, mais gagne contre le Monténégro à Belgrade 3-1 trois jours plus tard. Après le dernier match crucial contre la Bulgarie à domicile, qui s'est soldé par un match nul 2-2, la Serbie a terminé la campagne à la deuxième place du groupe G avec 14 points, se qualifiant ainsi pour son premier Championnat d'Europe en tant que nation indépendante et en 24 ans.
| Rang | Équipe     | Pts | J | G | N | P | Bp | Bc | Diff |  | Résultats (▼ dom., ► ext.) |     |     |     |     |     |
| ---- | ---------- | --- | - | - | - | - | -- | -- | ---- |  | -------------------------- | --- | --- | --- | --- | --- |
| 1    | Hongrie    | 18  | 8 | 5 | 3 | 0 | 16 | 7  | +9   |  | Hongrie                    |     | 2-1 | 3-1 | 2-0 | 3-0 |
| 2    | Serbie     | 14  | 8 | 4 | 2 | 2 | 15 | 9  | +6   |  | Serbie                     | 1-2 |     | 3-1 | 2-0 | 2-2 |
| 3    | Monténégro | 11  | 8 | 3 | 2 | 3 | 9  | 11 | -2   |  | Monténégro                 | 0-0 | 0-2 |     | 2-0 | 2-1 |
| 4    | Lituanie   | 6   | 8 | 1 | 3 | 4 | 8  | 14 | -6   |  | Lituanie                   | 2-2 | 1-3 | 2-2 |     | 1-1 |
| 5    | Bulgarie   | 4   | 8 | 0 | 4 | 4 | 7  | 14 | -7   |  | Bulgarie                   | 2-2 | 1-1 | 0-1 | 0-2 |     |

- Sélection directement qualifiée pour l'Euro 2024

## Matchs de préparation
| 21 mars 2024                      | Russie                                                      | 4 - 0   | Serbie    | VTB Arena, Moscou                               |                                                 |
| 20h00 · Historique des rencontres | Mirantchouk 21e (pen.) 55e · Osipenko 32e · Sergueïev 90+1e | (2 - 0) |           | Spectateurs : 23 679 Arbitrage : Arda Kardeşler | Spectateurs : 23 679 Arbitrage : Arda Kardeşler |
| 20h00 · Historique des rencontres |                                                             | Rapport | 21e Gajić | Spectateurs : 23 679 Arbitrage : Arda Kardeşler | Spectateurs : 23 679 Arbitrage : Arda Kardeşler |

| 25 mars 2024                      | Chypre  | 0 - 1   | Serbie              | AEK Arena – Georgios Karapatakis, Larnaca |                                 |
| 18h00 · Historique des rencontres |         | (0 - 1) | 7e Milinković-Savić | Arbitrage : Marco Di Bello (en)           | Arbitrage : Marco Di Bello (en) |
| 18h00 · Historique des rencontres | Rapport |         |                     | Arbitrage : Marco Di Bello (en)           | Arbitrage : Marco Di Bello (en) |

| 4 juin 2024                       | Autriche                     | 2 - 1   | Serbie       | Stade Ernst-Happel, Vienne |                           |
| 20h45 · Historique des rencontres | Wimmer 10e · Baumgartner 13e | (2 - 1) | 35e Pavlović | Arbitrage : António Nobre  | Arbitrage : António Nobre |
| 20h45 · Historique des rencontres | Rapport                      |         |              | Arbitrage : António Nobre  | Arbitrage : António Nobre |

| 8 juin 2024                       | Suède   | 0 - 3   | Serbie                                          | Friends Arena, Solna        |                             |
| 18h00 · Historique des rencontres |         | (0 - 1) | 18e Milinković-Savić · 60e Mitrović · 70e Tadić | Arbitrage : Jasper Vergoote | Arbitrage : Jasper Vergoote |
| 18h00 · Historique des rencontres | Rapport |         |                                                 | Arbitrage : Jasper Vergoote | Arbitrage : Jasper Vergoote |

## Phase finale
Le camp de base de la Serbie se situe dans la ville d'Augsbourg, en Bavière.

### Effectif
Les âges et les sélections sont calculés au début de l'Euro 2024, le 14 juin 2024.
La Serbie annonce une équipe préliminaire de 35 joueurs le 18 mai 2024. L'équipe finale de 26 joueurs est confirmée le 27 mai.

### Premier tour
| v · m | Équipe     | Pts | J | G | N | P | Bp | Bc | Diff |
| ----- | ---------- | --- | - | - | - | - | -- | -- | ---- |
| 1     | Angleterre | 5   | 3 | 1 | 2 | 0 | 2  | 1  | +1   |
| 2     | Danemark   | 3   | 3 | 0 | 3 | 0 | 2  | 2  | 0    |
| 3     | Slovénie   | 3   | 3 | 0 | 3 | 0 | 2  | 2  | 0    |
| 4     | Serbie     | 2   | 3 | 0 | 2 | 1 | 1  | 2  | -1   |

#### Serbie - Angleterre
| Match 6                 | Serbie                 | 0 - 1   | Angleterre             | Arena AufSchalke, Gelsenkirchen                                                     |                                                                                     |
| 16 juin 2024 21h00 CEST |                        | (0 - 1) | 13e Bellingham ( Saka) | Spectateurs : 48 953 Arbitrage : Daniele Orsato Arbitre vidéo : Massimiliano Irrati | Spectateurs : 48 953 Arbitrage : Daniele Orsato Arbitre vidéo : Massimiliano Irrati |
| 16 juin 2024 21h00 CEST | Gudelj 39e · Tadić 75e | Rapport |                        | Spectateurs : 48 953 Arbitrage : Daniele Orsato Arbitre vidéo : Massimiliano Irrati | Spectateurs : 48 953 Arbitrage : Daniele Orsato Arbitre vidéo : Massimiliano Irrati |

#### Slovénie - Serbie
| Match 18                | Slovénie                   | 1 - 1   | Serbie                                                     | Munich Football Arena, Munich                                                      |                                                                                    |
| 20 juin 2024 15h00 CEST | ( Elšnik) Karničnik 69e    | (0 - 0) | 90+5e Jović ( Ilić)                                        | Spectateurs : 63 028 Arbitrage : István Kovács Arbitre vidéo : Pol van Boekel (en) | Spectateurs : 63 028 Arbitrage : István Kovács Arbitre vidéo : Pol van Boekel (en) |
| 20 juin 2024 15h00 CEST | Janža 87e · Vipotnik 90+4e | Rapport | 25e Mladenović · 54e Lukić · 90+2e Jović · 90+3e Gaćinović | Spectateurs : 63 028 Arbitrage : István Kovács Arbitre vidéo : Pol van Boekel (en) | Spectateurs : 63 028 Arbitrage : István Kovács Arbitre vidéo : Pol van Boekel (en) |

#### Danemark - Serbie
| Match 30                | Danemark                | 0 - 0   | Serbie                       | Munich Football Arena, Munich                                                      |                                                                                    |
| 25 juin 2024 21h00 CEST |                         | (0 - 0) |                              | Spectateurs : 64 288 Arbitrage : François Letexier Arbitre vidéo : Bastian Dankert | Spectateurs : 64 288 Arbitrage : François Letexier Arbitre vidéo : Bastian Dankert |
| 25 juin 2024 21h00 CEST | Wind 27e · Hjulmand 30e | Rapport | 4e Milenković · 83e Mitrović | Spectateurs : 64 288 Arbitrage : François Letexier Arbitre vidéo : Bastian Dankert | Spectateurs : 64 288 Arbitrage : François Letexier Arbitre vidéo : Bastian Dankert |

## Statistiques

### Temps de jeu
| N°         | Joueurs                 |          |          |          | TT       | But inscrit | Passe décisive | MJ       | MT       | Légende |
| ---------- | ----------------------- | -------- | -------- | -------- | -------- | ----------- | -------------- | -------- | -------- | --- |
| Gardiens   | Gardiens                | Gardiens | Gardiens | Gardiens | Gardiens | Gardiens    | Gardiens       | Gardiens | Gardiens | Abréviations et symboles : TT : Total de minutes jouées MJ : Nombre de matchs joués MT : Matchs joués en tant que titulaire : but : passe décisive : joueur entré : joueur remplacé : capitaine : carton jaune : carton rouge |
| 1          | Predrag Rajković        | 90       | 90       | -        | 180      | -           | -              | 2        | 2        | Abréviations et symboles : TT : Total de minutes jouées MJ : Nombre de matchs joués MT : Matchs joués en tant que titulaire : but : passe décisive : joueur entré : joueur remplacé : capitaine : carton jaune : carton rouge |
| 12         | Đorđe Petrović          | -        | -        | -        | -        | -           | -              | -        | -        | Abréviations et symboles : TT : Total de minutes jouées MJ : Nombre de matchs joués MT : Matchs joués en tant que titulaire : but : passe décisive : joueur entré : joueur remplacé : capitaine : carton jaune : carton rouge |
| 23         | Vanja Milinković-Savić  | -        | -        | -        | -        | -           | -              | -        | -        | Abréviations et symboles : TT : Total de minutes jouées MJ : Nombre de matchs joués MT : Matchs joués en tant que titulaire : but : passe décisive : joueur entré : joueur remplacé : capitaine : carton jaune : carton rouge |
| Défenseurs |                         |          |          |          |          |             |                |          |          | Abréviations et symboles : TT : Total de minutes jouées MJ : Nombre de matchs joués MT : Matchs joués en tant que titulaire : but : passe décisive : joueur entré : joueur remplacé : capitaine : carton jaune : carton rouge |
| 2          | Strahinja Pavlović      | 90       | 90       | -        | 180      | -           | -              | 2        | 2        | Abréviations et symboles : TT : Total de minutes jouées MJ : Nombre de matchs joués MT : Matchs joués en tant que titulaire : but : passe décisive : joueur entré : joueur remplacé : capitaine : carton jaune : carton rouge |
| 3          | Nemanja Stojić (en)     | -        | -        | -        | -        | -           | -              | -        | -        | Abréviations et symboles : TT : Total de minutes jouées MJ : Nombre de matchs joués MT : Matchs joués en tant que titulaire : but : passe décisive : joueur entré : joueur remplacé : capitaine : carton jaune : carton rouge |
| 4          | Nikola Milenković       | 90       | 90       | -        | 180      | -           | -              | 2        | 2        | Abréviations et symboles : TT : Total de minutes jouées MJ : Nombre de matchs joués MT : Matchs joués en tant que titulaire : but : passe décisive : joueur entré : joueur remplacé : capitaine : carton jaune : carton rouge |
| 13         | Miloš Veljković         | 90       | 90       | -        | 180      | -           | -              | 2        | 2        | Abréviations et symboles : TT : Total de minutes jouées MJ : Nombre de matchs joués MT : Matchs joués en tant que titulaire : but : passe décisive : joueur entré : joueur remplacé : capitaine : carton jaune : carton rouge |
| 15         | Srđan Babić             | -        | -        | -        | -        | -           | -              | -        | -        | Abréviations et symboles : TT : Total de minutes jouées MJ : Nombre de matchs joués MT : Matchs joués en tant que titulaire : but : passe décisive : joueur entré : joueur remplacé : capitaine : carton jaune : carton rouge |
| 24         | Uroš Spajić             | -        | -        | -        | -        | -           | -              | -        | -        | Abréviations et symboles : TT : Total de minutes jouées MJ : Nombre de matchs joués MT : Matchs joués en tant que titulaire : but : passe décisive : joueur entré : joueur remplacé : capitaine : carton jaune : carton rouge |
| 25         | Filip Mladenović        | 43       | 46       | -        | 93       | -           | -              | 2        | 1        | Abréviations et symboles : TT : Total de minutes jouées MJ : Nombre de matchs joués MT : Matchs joués en tant que titulaire : but : passe décisive : joueur entré : joueur remplacé : capitaine : carton jaune : carton rouge |
| Milieux    |                         |          |          |          |          |             |                |          |          | Abréviations et symboles : TT : Total de minutes jouées MJ : Nombre de matchs joués MT : Matchs joués en tant que titulaire : but : passe décisive : joueur entré : joueur remplacé : capitaine : carton jaune : carton rouge |
| 5          | Nemanja Maksimović      | -        | -        | -        | -        | -           | -              | -        | -        | Abréviations et symboles : TT : Total de minutes jouées MJ : Nombre de matchs joués MT : Matchs joués en tant que titulaire : but : passe décisive : joueur entré : joueur remplacé : capitaine : carton jaune : carton rouge |
| 6          | Nemanja Gudelj          | 46       | -        | -        | 46       | -           | -              | 1        | 1        | Abréviations et symboles : TT : Total de minutes jouées MJ : Nombre de matchs joués MT : Matchs joués en tant que titulaire : but : passe décisive : joueur entré : joueur remplacé : capitaine : carton jaune : carton rouge |
| 16         | Srđan Mijailović        | -        | -        | -        | -        | -           | -              | -        | -        | Abréviations et symboles : TT : Total de minutes jouées MJ : Nombre de matchs joués MT : Matchs joués en tant que titulaire : but : passe décisive : joueur entré : joueur remplacé : capitaine : carton jaune : carton rouge |
| 17         | Ivan Ilić               | 46       | 90       | -        | 134      | -           | 1              | 2        | 1        | Abréviations et symboles : TT : Total de minutes jouées MJ : Nombre de matchs joués MT : Matchs joués en tant que titulaire : but : passe décisive : joueur entré : joueur remplacé : capitaine : carton jaune : carton rouge |
| 19         | Lazar Samardžić         | -        | 82       | -        | 8        | -           | -              | 1        | 0        | Abréviations et symboles : TT : Total de minutes jouées MJ : Nombre de matchs joués MT : Matchs joués en tant que titulaire : but : passe décisive : joueur entré : joueur remplacé : capitaine : carton jaune : carton rouge |
| 20         | Sergej Milinković-Savić | 90       | 64       | -        | 116      | -           | -              | 2        | 1        | Abréviations et symboles : TT : Total de minutes jouées MJ : Nombre de matchs joués MT : Matchs joués en tant que titulaire : but : passe décisive : joueur entré : joueur remplacé : capitaine : carton jaune : carton rouge |
| 21         | Mijat Gaćinović         | -        | 46       | -        | 44       | -           | -              | 1        | 1        | Abréviations et symboles : TT : Total de minutes jouées MJ : Nombre de matchs joués MT : Matchs joués en tant que titulaire : but : passe décisive : joueur entré : joueur remplacé : capitaine : carton jaune : carton rouge |
| 22         | Saša Lukić              | 61       | 64       | -        | 125      | -           | -              | 2        | 2        | Abréviations et symboles : TT : Total de minutes jouées MJ : Nombre de matchs joués MT : Matchs joués en tant que titulaire : but : passe décisive : joueur entré : joueur remplacé : capitaine : carton jaune : carton rouge |
| 26         | Veljko Birmančević      | 74       | 82       | -        | 82       | -           | -              | 2        | 0        | Abréviations et symboles : TT : Total de minutes jouées MJ : Nombre de matchs joués MT : Matchs joués en tant que titulaire : but : passe décisive : joueur entré : joueur remplacé : capitaine : carton jaune : carton rouge |
| Attaquants |                         |          |          |          |          |             |                |          |          | Abréviations et symboles : TT : Total de minutes jouées MJ : Nombre de matchs joués MT : Matchs joués en tant que titulaire : but : passe décisive : joueur entré : joueur remplacé : capitaine : carton jaune : carton rouge |
| 7          | Dušan Vlahović          | 90       | 64       | -        | 154      | -           | -              | 2        | 2        | Abréviations et symboles : TT : Total de minutes jouées MJ : Nombre de matchs joués MT : Matchs joués en tant que titulaire : but : passe décisive : joueur entré : joueur remplacé : capitaine : carton jaune : carton rouge |
| 8          | Luka Jović              | 61       | 64       | -        | 55       | 1           | -              | 2        | 0        | Abréviations et symboles : TT : Total de minutes jouées MJ : Nombre de matchs joués MT : Matchs joués en tant que titulaire : but : passe décisive : joueur entré : joueur remplacé : capitaine : carton jaune : carton rouge |
| 9          | Aleksandar Mitrović     | 61       | 90       | -        | 151      | -           | -              | 2        | 2        | Abréviations et symboles : TT : Total de minutes jouées MJ : Nombre de matchs joués MT : Matchs joués en tant que titulaire : but : passe décisive : joueur entré : joueur remplacé : capitaine : carton jaune : carton rouge |
| 10         | Dušan Tadić             | 61       | 82       | -        | 111      | -           | -              | 2        | 1        | Abréviations et symboles : TT : Total de minutes jouées MJ : Nombre de matchs joués MT : Matchs joués en tant que titulaire : but : passe décisive : joueur entré : joueur remplacé : capitaine : carton jaune : carton rouge |
| 11         | Filip Kostić            | 43       | -        | -        | 43       | -           | -              | 1        | 1        | Abréviations et symboles : TT : Total de minutes jouées MJ : Nombre de matchs joués MT : Matchs joués en tant que titulaire : but : passe décisive : joueur entré : joueur remplacé : capitaine : carton jaune : carton rouge |
| 14         | Andrija Živković        | 74       | 82       | -        | 156      | -           | -              | 2        | 2        | Abréviations et symboles : TT : Total de minutes jouées MJ : Nombre de matchs joués MT : Matchs joués en tant que titulaire : but : passe décisive : joueur entré : joueur remplacé : capitaine : carton jaune : carton rouge |
| 18         | Petar Ratkov            | -        | -        | -        | -        | -           | -              | -        | -        | Abréviations et symboles : TT : Total de minutes jouées MJ : Nombre de matchs joués MT : Matchs joués en tant que titulaire : but : passe décisive : joueur entré : joueur remplacé : capitaine : carton jaune : carton rouge |

| Buts | Joueurs | Adversaires |
| ---- | ------- | ----------- |
|      |         |             |

| Passes | Joueurs | Adversaires |
| ------ | ------- | ----------- |
|        |         |             |